# ماركي (نيويورك)
ماركي (بالإنجليزية: Marcy, New York)‏ هي بلدة أمريكية تقع في الولايات المتحدة في مقاطعة أونيدا، نيويورك. يقدر عدد سكانها بـ 8,982 نسمة ومساحتها 86.5 كم2 وترتفع عن سطح البحر 252 متر.